# تیاب (میناب)
تیاب، روستایی در دهستان تیاب بخش تیاب شهرستان میناب در استان هرمزگان ایران است. این روستا، مرکز بخش تیاب است.

## تاریخچه
تاریخ بندر تیاب (بندر هرمز کهنه) با شهر میناب کاملاً در ارتباط است. در سال‌های دور، میناب نزدیک‌تر به دریا بوده و بیشتر به عنوان بندر هرمز از آن یاد شده‌است. بندر هرمز قدیم در ۱۰ کیلومتری جنوب غرب شهر میناب کنونی و ۱۵ کیلومتری ساحل دریا واقع شده بود. ارتباط بندر هرمز از طریق خوری بوده که به دریا وصل می‌شده‌است. صدها کشتی از سراسر آسیا بویژه هند و چین و آفریقا در بندر هرمز مشغول تخلیه محموله‌های تجاری خود بوده‌اند.
قدیمی‌ترین اشاره تاریخی به بندر هرمز در نوشته‌های یکی از سرداران اسکندر مقدونی، به نام نارخئوس، ۳۲۵ سال پیش از میلاد مسیح می‌باشد؛ وی مشاهدات خود از بندر هرمز را این چنین بیان می‌کند: شهری آباد در کنار رودخانه آرامیس و در ساحل هرموزیا و در بخش کرمانیا. نارخئوس از سرسبزی منطقه مغستان (میناب) تعجب می‌کند و می‌گوید: در آنجا همه گونه درخت دیده می‌شود به جز درخت زیتون.

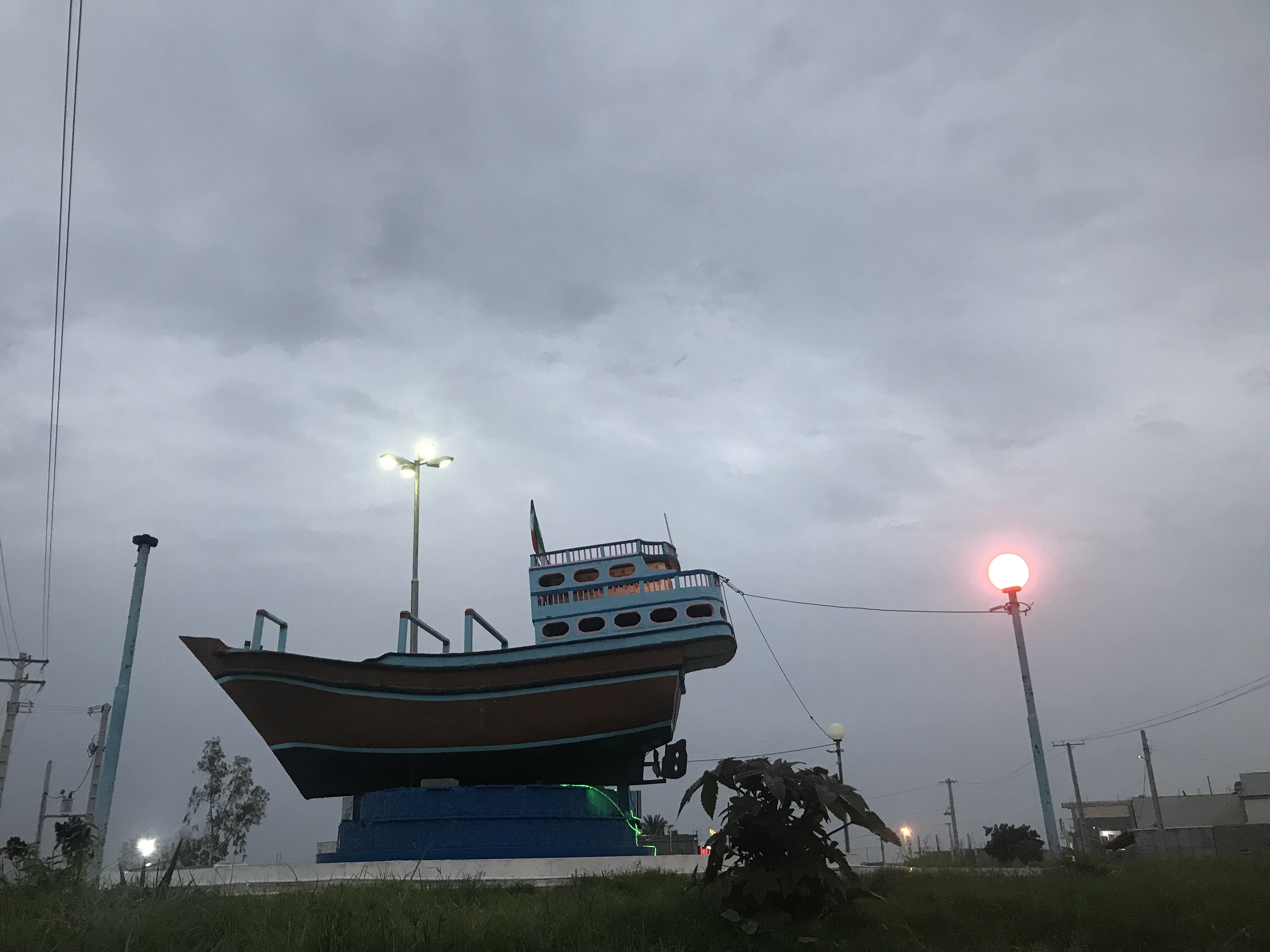
میدان اصلی بندر تیاب فعلی
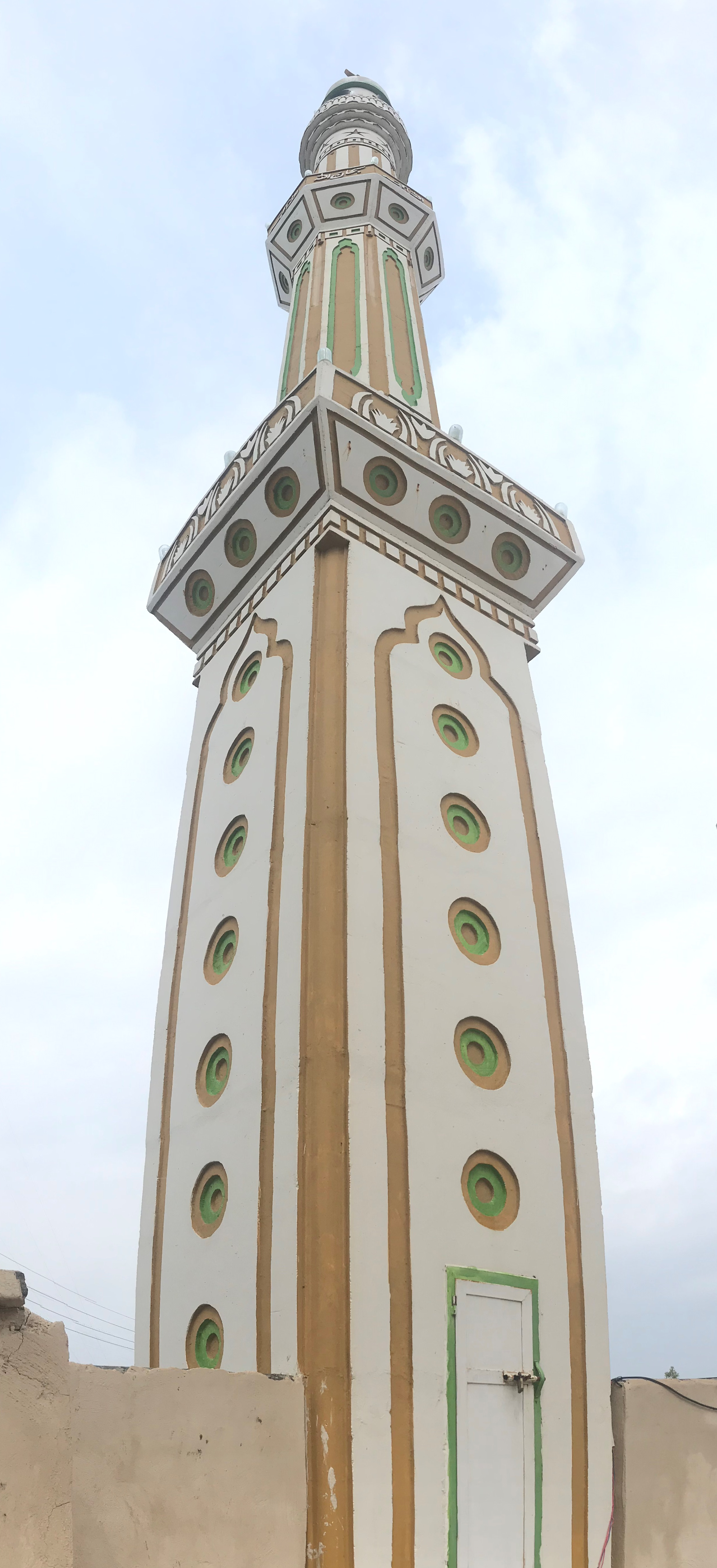
مسجد اهل سنت بندر تیاب

## جمعیت
بر پایه سرشماری عمومی نفوس و مسکن در سال ۱۳۹۵، جمعیت این روستا برابر با ۲٬۷۵۲ نفر (۷۲۱ خانوار) بوده‌است.